# 9718 Gerbefremov
A 9718 Gerbefremov (ideiglenes jelöléssel 1976 YR1) a Naprendszer kisbolygóövében található aszteroida. Ljudmila Ivanovna Csernih fedezte fel 1976. december 16-án.